# 玉熙宫

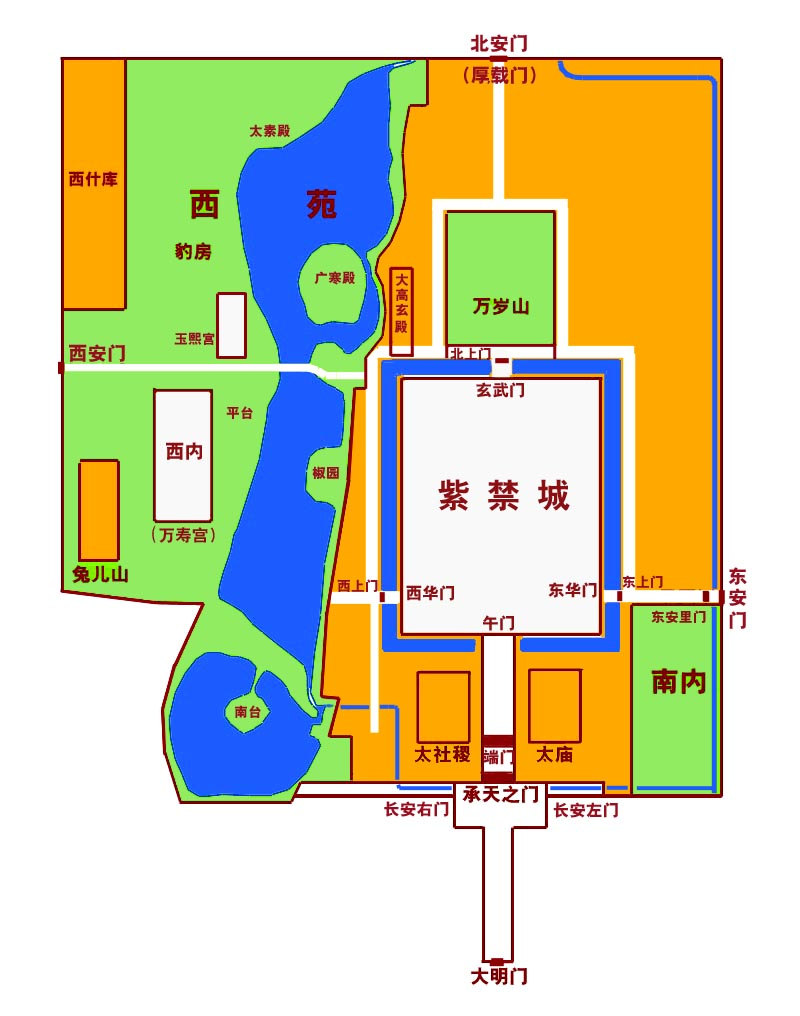
明朝北京皇城平面图。左上方可见玉熙宫。

玉熙宫，原址位于今北京市西城区文津街中国国家图书馆古籍馆处，是明朝皇家宫殿，现已无存。

## 简介
明朝时，玉熙宫是帝王游乐之所。此处距万寿宫很近。《明史》记载：“嘉靖四十年十一月辛亥（1561年12月31日）夜，万寿宫灾”。万寿宫又叫永寿宫，是嘉靖帝的别宫。《万历野获编》载，这次火灾是因嘉靖帝喝醉了酒，与新宠幸的宫姬萧美人，在貂皮帐内燃放小焰火取乐，引燃貂皮帐酿成火灾，“殿内乘舆一切服御，及先朝异宝，尽付之一炬”。深夜万寿宫中起火，内侍多有死者，嘉靖帝被锦衣卫救出，护驾到玉熙宫避难。《金鳌退食笔记》载：“玉熙宫在西安门里街北，金鳌玉蝀桥之西。明世宗嘉靖四十年十一月辛亥，万寿宫灾，暂御玉熙宫。神宗时，选近侍三百余名，于玉熙宫学习官戏，岁时陛座，则承应之。”吴伟业《琵琶行》曰：“先皇驾幸玉熙宫、凤纸佥名唤乐工。苑内水嬉金傀儡，殿头过锦玉玲珑。一自中原盛豺虎，暖阁才人罢歌舞。插柳停搊素手筝，烧灯罢击花奴鼓。”
玉熙宫西有羊房、延寿庵、安乐堂。明朝成化年间，明宪宗朱见深专宠万贵妃。孝穆纪皇后托病居住安乐堂，并在此生子朱祐樘，后继位当皇帝成为明孝宗。
清朝，玉熙宫、羊房、延寿庵、安乐堂皆废。玉熙宫改成御马监西马场，羊房谐音改为养蜂夹道。康熙十三年五月，曾在原玉熙宫设席殿，停放仁孝皇后梓宫，集百官举哀。后来玉熙宫改为内厩，豢养御马，称御马监西马场，俗称御马场。养蜂夹道南口一带，中华民国初年改为军营，公府操场。